# Хожев, Виктор Владимирович
Виктор Владимирович Хо́жев (1898—1973) — советский ученый, специалист в области создания порохов и боеприпасов. член-корреспондент Академии артиллерийских наук (19.12.1949), лауреат двух Сталинских премий (1947, 1951), кандидат химических наук (1935), подполковник (1956).

## Биография
Родился 1 (13 февраля) 1898 года в Санкт-Петербурге в семье ремесленника Владимира Алексеевича Хожева, выходца из крестьян Костромской губернии, почетного гражданина города Санкт-Петербурга. В 1915 году с отличием окончил Петровское училище Петроградского купеческого общества. В том же году он поступил на естественный факультет Петербургского университета. В связи с материальными трудностями оставил учёбу и с сентября 1915 года начал работать техником Комиссии по заготовке взрывчатых веществ (впоследствии переименована в Химический комитет) при Главном артиллерийском управлении. В 1916 года  поступил в Петербургский политехнический институт. В феврале 1917 года призван в армию по мобилизации и назначен юнкером Михайловского артиллерийского училища. С августа 1917 года - командир взвода 4-го Сибирского горного артиллерийского дивизиона на Румынском фронте, последнее звание в российской армии - прапорщик. В марте 1918 года демобилизован и жил на родине родителей в Костромской губернии. С августа 1918 года -техник химического завода бывшего Кроттэ в Санкт-Петербурге.
В Красной армии с октября 1918 года: техник Комиссии Главного артиллерийского управления по изготовлению тринитроксилола на том же заводе. С сентября 1920 года - слушатель химического факультета Артиллерийской академии РККА. С сентября 1924 года - командир батареи 23-го артиллерийского полка в Харькове. С марта 1925 года - помощник начальника химической лаборатории - руководитель баллистического отдела Научно-исследовательского артиллерийского полигона. С сентября 1925 года - начальник пороховой лаборатории Центральной научно-исследовательской и контрольной лаборатории Центрального опытного завода им. И. А. Авдеева (ЦНИКЛ-84) в Ленинграде (позднее завод «Краснознаменец»). В ноябре 1925 года уволен в резерв РККА, а в ноябре 1937 года - в запас РККА. С 1928 года - начальник порохового отдела ЦНИКЛ-84. С сентября 1931 года - начальник лаборатории, начальник испытательной станции по порохам и взрывчатым вещества Военно-химического НИИ (НИИ-6, с 1946 года Министерства сельскохозяйственного машиностроения). С января 1955 года - старший научный сотрудник предприятия п/я 368 (НИИ-6, ныне Государственный научный центр - Центральный НИИ химии и механики) в Москве.
Умер 31 июля 1973 года в Москве. Похоронен на Зеленоградском кладбище.

## Научная деятельность
Известный ученый-пороховик и боеприпасник. Автор более 60 научно-исследовательских и опытно-конструкторских работ и более 10 изобретений, внедренных в промышленность и изделия из которых приняты на вооружение Советской армии. Одной из первых его работ было исследование закона горения быстрогорящих порохов и разработка таких порохов для различных случаев их применения. Он занимался изучением условий воспламенения бездымных порохов капсюлями-воспламенителями и разработкой капсюлей для малокалиберных и охотничьих патронов, изучением станитроглицериновых порохов баллиститного типа. Провел обширный цикл исследований по разработке рецептур баллиститных порохов, изучение их свойств, отработка технологического процесса производства и внедрения в промышленность Создал ряд методик испытания порохов, пороховых зарядов и взрывчатых веществ. Создатель научных основ и методики проектирования пороховых зарядов к различным наземным, морским и авиационным артиллерийским системам, к минометам, безоткатным орудиям, реактивным системам. Занимался исследованием новых растворителей для производства пироксилиновых порохов и разработкой новой технологии изготовления порохов этого типа. Разработанная  Хожевым технология производства пористых порохов в основном сохранилась до сих пор. Важное место занимают работы по созданию в СССР нитроглицериновых порохов и промышленности по их производству. В начале 30-х годов были успешно проведены работы по замене дефицитной линтерной нитроклетчатки в производстве баллиститных порохов коллоксилином из облагороженной древесной целлюлозы. В целях замены дефицитного динитроанизола был изучен ряд сплавов других ароматических нитросоединений (динитробензола, динитрофенетола и др.). В конце концов остановились на введении в состав пороха несколько увеличенного содержания динитротолуола. В 1938 г. вместе с Жуковым Б. П. и Лотаревой Е. Н. разработал «холодный» баллиститный порох, в котором нитроароматика была заменена дибутилфталатом. Этот порох «НФ» имел хорошие технологичность и баллистические качества, он был принят на вооружение и в валовое производство. Ещё в конце 20-х годов провел первые баллистические испытания вискозного пороха. В 1940-1941 гг. разработал и успешно испытал заряды для винтовок, пистолетов, пулеметов, 50-, 82- и 102-мм минометов из вискозного одноканального пороха. Он доказал, что вискозный порох в отношении баллистики вполне надежен. Был инициатором и научным руководителем работ по созданию рецептур порохов с использованием новых компонентов. Работы, проведенные им с сотрудниками в области динитродиэтиленгликолевых порохов, были первыми в нашей промышленности. В 1948-1952 гг. совместно с Орловой Н. И. выполнил цикл работ по созданию беспламенных выстрелов для авиационной артиллерии. Одним из первых в стране он исследовал возможность повышения мощности пироксилиновых порохов за счет введения в них активных добавок мощных взрывчатых веществ. Является создателем методики баллистических испытаний порохов и зарядов, методики расчета пороховых зарятов на основе табличного метода решения основной задачи внутренней баллистики и формул, устанавливающих связь между размерами пороховых элементов и характеристиками зарядов. Только за три военных года (июль 1941 - июль 1944) Хожев разработал и передал в пороховую промышленность всю необходимую документацию на производство тринадцати зарядов из различных порохов для артиллерийских систем различного калибра - от 20-мм авиационных до 406-мм морских орудий. Совместно с Лединым Л. Г. и Мудраком С. Т. разработал способ бездымной и беспламенной стрельбы из трубных торпедных аппаратов, установил новые баллистические возможности порохов - их закономерное горение при сверхмалых давлениях. Под его руководством созданы выстрелы со сгорающими гильзами для танковых пушек и жестких зарядов для морских артиллерийских систем. Разработал новые марки порохов и пороховых зарядов для артиллерийских и минометных систем, которые обеспечивали требуемую дальность и надежность выстрела в диапазоне ±50°С. Под его руководством разработаны и внедрены в производство новые технические условия на изготовление и прием пороховых зарядов, что существенно упростило и ускорило производство зарядов. В конце 1942 года созданы и освоены в производстве бескартузные заряды, в которых порох засыпали не в тканевую оболочку, а непосредственно в гильзу патрона.

## Признание
Проработал сорок лет в области создания порохов и пороховых зарядов для артиллерийских систем, в том числе тридцать три года качестве научного руководителя ведущей пороховой лаборатории и зарядного бюро НИИ-6 НКБ СССР.

## Награды и премии
- орден Ленина (24.09.1944)[2]
- орден Трудового Красного Знамени (24.11.1942)[3]
- медали
- Сталинская премия третьей степени (1947) — за коренное усовершенствование морского вооружения
- Сталинская премия второй степени (1951) — за работу в области техники